# Saint-Siffret
Saint-Siffret là một xã trong vùng Occitanie. Xã Saint-Siffret nằm ở khu vực có độ cao trung bình 120 mét trên mực nước biển.